# خلل تنسج ظهاري

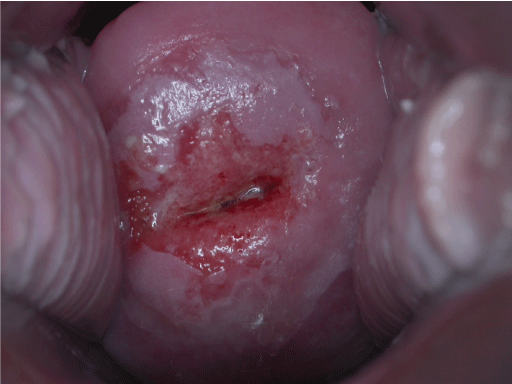

خلل تنسج ظهاري (بالإنجليزية: Epithelial dysplasia)‏ هوَ مُصطلح طِبي غالباً ما يُشير إلى تكون الورم داخل الظهارة، ويُعرف على أنهُ مجموعة الاضطرابات المُختلفة التي تحدث أثناء تكاثر وتمايز الظهارة والتي يُمكنها مُلاحظتها مِجهرياً، وتُدعى المميزات الخلوية الفردية في خلل التنسج الظهاري باسم «اللانَمطية الظِهارية».
يَنقسم خلل التنسج الظِهاري حَسب الشِدة إلى ثلاثة أقسام: خفيفة أو مُعتدلة أو شديدة. عند بدأ توغل خلل التنسج الظهاري إلى الأنسجة المُجاورة يتحول إلى غزو مكروي لسرطانة حرشفية الخلايا.

## التغيرات الشَكلية
تَظهر بعض التغيرات الشَكلية (المورفولوجية) أثناء خلل التنسج الظِهاري، وَمنها:
- نواتئ الشبكية تُشبه القطرة.
- فرط تنسج الخلايا القاعِدية.
- طَبقية ظهارية غير مُنتظمة.
- فرط الانصباغ النووي.
- زيادة نسبة النواة للهيولى.
- زيادة الانقسام المتساوي الطبيعي وغير الطبيعي.
- تضخم النويات.
- تَقرُّن الخلايا الفردية.
- فقدان أو انخفاض في التماسك الخلوي.
- تعدد الأشكال الخلوي.
- فقدان استقطاب الخلايا القاعدية.
- تفاوت الكريات.
- تقعر الخَلايا.